# القمة الدولية الطارئة - شرم الشيخ 2009
تم عقد  القمة الدولية الطارئة في شرم الشيخ 2009 يوم الأحد 18 يناير 2009 بناء على دعوة من الرئيس المصري حسني مبارك لبحث الأوضاع في غزة مع الدول الإقليمية والأوروبية، عقدت هذه القمة قبل يوم من قمة الكويت الاقتصادية.

## الأطراف الحاضرون
1. مصر : الرئيس محمد حسني مبارك رئيسا للقمة ومطلقا المبادرة المصرية التي أدت إلى وقف إطلاق النار
2. فلسطين : الرئيس محمود عباس الذي لم يحضر قمة غزة الطارئة.
3. بريطانيا : رئيس الوزراء غوردن براون
4. إسبانيا : رئيس الوزراء الأسباني خوسيه ثاباتيرو
5. ألمانيا : المستشارة الألمانية أنغيلا ميركل
6. إيطاليا : رئيس الوزراء برلسكوني
7. فرنسا : الرئيس الفرنسي نيكولا ساركوزي
8. الأردن : الملك عبد الله الثاني بن الحسين
9. تركيا : رئيس وزراء تركيا محمد طيب رجب أردوغان
10. جامعة الدول العربية : الأمين العام عمرو موسى
11. الأمم المتحدة : الأمين العام بان كي مون

## وصلات خارجية
- بدء اعمال القمة الدولية التشاورية حول غزة